# Molčanovskij rajon
Il Molčanovskij rajon (in russo Молчановский район?) è un rajon dell'Oblast' di Tomsk, in Russia; il capoluogo è Molčanovo. Istituito nel 1929, ricopre una superficie di 6.351,2 chilometri quadrati.